# 成層圏突然昇温
成層圏突然昇温（せいそうけんとつぜんしょうおん、英:Sudden stratospheric warming または Stratospheric sudden warming, SSW）とは、日々の気温変化が緩やかな成層圏において、突然気温が上昇する現象のこと。突然昇温。北半球では寒候期にあたる秋〜春に発生する。数日間で20K（ケルビン）程度の上昇が起こるが、時に50K以上の急激な上昇が起こることもある。一方、下降に転じるときはその速度が遅く、気温が元に戻るまで1 - 2ヶ月程度かかる。
ドイツでラジオゾンデによる成層圏の観測を行っていたベルリン自由大学のシェルハーク(Richard Scherhag)が1952年、成層圏の気温が数日で40℃以上も上昇したことを発見したのが最初である。

## 定義
世界気象機関(WMO)は、成層圏で1週間以内に25K以上気温が上昇し、かつ10ヘクトパスカル高度かそれより下の高度において、緯度帯で平均した気温の上昇域が、緯度60度より高緯度に向かって移動するものを、成層圏突然昇温と定義している。またこれに伴い、緯度60度以上の地域で通常は西風の循環であるのが、反転して東風になるものを大昇温(major warming)、反転しないものを小昇温(minor warming)と定義している。
成層圏突然昇温の形として、波数2型と波数1型がある。波数2型では、東西方向に地球1周して見た場合の波数が2のプラネタリー波により、成層圏の極域で低圧領域と高圧領域がそれぞれ2つずつの計4つに分裂する。波数1型では、波数が1のプラネタリー波（惑星波）により、低圧領域が低緯度に移動し高圧領域が高緯度に移動する。波数1型のうち、アリューシャン低気圧の異常発達により、上空にできるアリューシャン高気圧も同時に発達することで起きるものをカナディアン昇温(Canadian warming)と呼ぶ。北半球で3月頃、南半球で11月頃に大昇温が発生すると、高温高圧のまま元の状態に戻らなくなり、そのまま夏になるまで持続する場合が普通である。これを最終昇温(final warming)という。

## 発見
1952年当時、ベルリン自由大学の気象学研究室はヨーロッパ各地の気象資料を元に天気図を作成する仕事をしていた。1952年2月23日、シェルハークは高度30キロメートル付近の気温が前日の-50℃から-12℃まで上昇したというラジオゾンデによる気象通報を目にした。当時の記録の方法として、50℃を単位として数字をずらすことがあったため、シェルハークは-62℃の間違いではないかと疑ったが、次の日も-14℃が観測され、高温は1週間余り続いた。その間に、通報された数値が正しいものであると確認された。

## メカニズム
成層圏では通常、冬にあたる極は日射が届かない（極夜）ため、大気自身が放出する赤外放射で冷却される。ブリューワー・ドブソン循環は、冬極で下降して断熱加熱により冷却の大部分を打ち消すが、全体としては冷却が勝るため、冬極は低温低圧で低気圧性の循環に伴う西風が観測される。ここに、波長が数千km以上のプラネタリー波が伝播して西風が南北に蛇行すると、周辺の空気塊が徐々に極側に移動する（ストークスのドリフト）。極域で行き場がなくなった空気塊は成層圏で断熱加熱を伴って下降し突然昇温が発生すると考えられている。その後、気温はゆっくりと元の状態に戻る。なお、中間圏では成層圏突然昇温と同時に見られる上昇流が断熱冷却を伴って気温が下がる。
夏にあたる極は高温高圧で、高気圧性の循環に伴う東風が吹いている。東風ではプラネタリー波は伝播条件を満たさないため、冬極で見られるような突然昇温は起こらない。
突然昇温は南半球では滅多に起こらず、大昇温は観測されている限り2002年9月の一度しか発生していない。南半球で突然昇温が起こりにくいのは、北半球に比べてプラネタリー波の振幅が小さいからである。

## テレコネクション
- 成層圏準2年周期振動(QBO)や太陽活動の11年周期と関連して、成層圏突然昇温の発生頻度が変わることが観測されている[6][7]。

- 赤道域のENSOがエルニーニョである場合、東西波数1のプラネタリー波の振幅が大きく、その上方伝播により突然昇温の発生頻度が増え波数1型の突然昇温が起こりやすいという指摘がある[8]。他方、エルニーニョとラニーニャの間では突然昇温の頻度に違いが見られず、いずれのケースでも通常の年よりは発生頻度が増えているという異論もある[9]。